# Általános rendőrségi feladatok ellátására létrehozott szerv
Az általános rendőrségi feladatok ellátására létrehozott szerv (általános rendőri szerv) a Magyar Rendőrség szervezeti egysége, mely a következőkre tagozódik:
- központi szerv (Országos Rendőr-főkapitányság),
  - megyei (fővárosi) rendőr-főkapitányságok,
    - rendőrkapitányság és
    - határrendészeti kirendeltségek.

Az általános rendőri szerv egyes feladatok ellátására létrehozott szervei:
- Készenléti Rendőrség,
- Repülőtéri Rendőr Igazgatóság,
- Nemzetközi Bűnügyi Együttműködési Központ,
- Rendőrségi Oktatási és Kiképző Központ és
- Nemzetközi Oktatási Központ.

Egyes feladatok ellátására törvény vagy kormányrendelet más rendőri szervet is létrehozhat.